# Музей истории города Улан-Удэ
Музе́й исто́рии го́рода Ула́н-Удэ́ (бур. Улаан-Υдэ хотын тγγхын музей) был создан 10 декабря 1999 года Постановлением Администрации города Улан-Удэ. В музее демонстрируются экспозиции, связанные с историей Верхнеудинска и Улан-Удэ.

## История
В июне 2000 года музей начал работать по адресу ул. Свердлова, 13. В марте 2001 года мэр Улан-Удэ выделил для музея дом потомственного почётного гражданина Верхнеудинска купца Ивана Флегонтовича Голдобина в исторической части города по адресу ул. Ленина, 26. С сентября 2001 года по июнь 2004 года восстанавливался исторический вид внутренних помещений дома.
Иркутский купец I-ой гильдии И. Ф. Голдобин приобрёл усадьбу в центре Верхнеудинска в 1879 году. Усадьба была перестроена по чертежам Н. А. Паува, будущего автора проекта Триумфальной арки на улице Большой. В 1880 году началась перестройка надворных строений. По проекту 1888 года в усадьбе построили одноэтажный деревянный дом, а также каменный флигель, водочный завод с подвалом (не сохранились). 21 июня 1891 года в доме Голдобиных останавливался наследник престола Николай Александрович, возвращавшийся из кругосветного путешествия.
В 1892 году после смерти И. Ф. Голдобина владелицей усадьбы стала его вдова, Голдобина Елизавета Ивановна (позже вышла замуж за генерала И. К. Кукеля). В 1900-е годы Елизавета Ивановна переехала в Киев, а владельцем усадьбы стал сын Ивана Флегонтовича — Николай Иванович Голдобин.
После Октябрьской революции 1917 года дом был реквизирован по решению Совета рабочих, крестьянских и солдатских депутатов.
В июле 1919 года в доме располагалась городская библиотека. Одна комната отведена для музея Общества изучения Прибайкалья". После образования в 1920 году Дальне-Восточной республики в доме Голдобиной располагался Президиум народно-революционной власти ДВР. С января 1920 года в доме располагался Эмиссар Прибайкальской области. В августе 1922 года в доме разместился политнарсуд.
В годы советской власти в доме располагались различные учреждения, некоторые помещения использовались как жилые квартиры.
9 июля 1996 года Постановлением Правительства Республики Бурятия дом был объявлен памятником архитектуры и градостроительства.

## Деятельность
Миссия музея — сохранять и популяризировать историю, способствовать развитию творческого процесса в Улан-Удэ, посредством выставок, реализации образовательных и творческих проектов и инициативы по сбору и сохранению предметов.
Музей соединяет в себе коллекцию экспонатов, визуально-информационное взаимодействие с посетителями, образовательную среду, площадку для общения и создания творческих проектов.
Музей активно ведет экскурсионную деятельность и развивает музейную педагогику, организуя различные интерактивные занятия по истории города.
Проекты
- «Музейная Антресоль»

Проект музея, созданный с целью популяризации интереса к истории, а также пополнения фондов музея, через взаимное сотрудничество музея и горожан. Задача проекта — собрать коллекцию предметов старины. Эти предметы найдут свое место в антресоли музея, чтобы посетители музея могли изучать, трогать эти экспонаты руками — узнавая и впитывая историю.
- Детская образовательно-развлекательная площадка «Игротека на антресоли»

Это серия тематических мероприятий для детей и взрослых — увлекательные истории о прошлом, изучение предметов старины, просмотры мультфильмов, мастер-классы, исторические и настольные игры, тематические беседы.
Площадка приглашает родителей с детьми стать участниками музейных занятий и мастер-классов, познакомиться и подружиться, весело и интересно провести время вместе в позитивной и творческой атмосфере, приобрести новые навыки, раскрыть творческие способности своих детей и узнать много нового.
- Экспонаты
- Пушка из Удинского острога.
- Самовар Товарищества Торгового дома братьев Шемариных.
- Весы Верхнеудинской ярмарки.
- Германское пианино.